# Glen Osborne (rugbista)
Glen Matthew Osborne (Whanganui, 27 de agosto de 1971) es un presentador y ex–jugador neozelandés de rugby que se desempeñaba como fullback.

## Selección nacional
Fue convocado a los All Blacks por primera vez en abril de 1995 para enfrentar a los Canucks y jugó su último partido en octubre de 1999 contra la Azzurri. En total disputó 19 partidos y marcó 55 puntos, productos de once tries.

### Participaciones en Copas del Mundo
| Mundial                       | Sede      | Resultado     | PJ | Tries |
| ----------------------------- | --------- | ------------- | -- | ----- |
| Copa Mundial de Rugby de 1999 | Sudáfrica | Subcampeón    | 5  | 3     |
| Copa Mundial de Rugby de 1999 | Gales     | Cuarto puesto | 1  | 2     |

## Palmarés
- Campeón del Torneo de las Tres Naciones 1996 y 1997.